# 岩生秋海棠
岩生秋海棠（學名：Begonia ravenii）是秋海棠科秋海棠属的植物。为台灣特有植物，分布于台湾海拔350米至1,000米的地区，多生在山径之岩壁上。